# University of California Press
University of California Press, también conocida como UC Press, es una editorial asociada a la Universidad de California que se dedica a las publicaciones académicas. Fue fundada en 1893 para publicar libros y folletos de la facultad de la Universidad de California, creada hacía 25 años en 1868. Su sede se encuentra en Berkeley, California.
La University of California Press publica en los siguientes temas generales: la antropología, el arte, California y el Oeste, los estudios clásicos, el cine, la comida y el vino, los problemas mundiales, la historia, la literatura / poesía, la música, las ciencias naturales, la salud pública y la medicina, religión y sociología. También distribuye los títulos publicados por la Huntington Library, Watershed Media, y programas de edición dentro de la Universidad de California.
Es una de las más grandes de las editoriales universitarias en la actualidad. Su colección de más de 50 publicaciones impresas y en línea abarca temas de las humanidades y las ciencias sociales, con especialización en antropología, musicología, historia, religión, cultural y de estudios, la sociología, el derecho y la literatura. Además de publicar sus propias revistas, la división también ofrece servicios editoriales tradicionales y digitales para las sociedades clientes, muchos académicos y asociaciones.

## Historia
Fundada en 1893, University of California Press es una de las editoriales más grandes y más aventureras académicas de la nación. Entre sus compañeros University Press, es el único asociado con una universidad multi-campus público.
El brazo editorial sin fines de lucro de la Universidad de California, UC Press, atrae los manuscritos de los estudiosos más importantes del mundo, escritores, artistas e intelectuales. Alrededor de un tercio de sus autores están afiliados con la Universidad de California. Cada año publica unos 180 libros nuevos y 54 revistas en humanidades, ciencias sociales y ciencias naturales y mantiene cerca de 3500 títulos de libros en la impresión.
Los ingresos provienen principalmente de la venta de libros y revistas, mientras que el subsidio de la Universidad  representa un porcentaje pequeño, cada vez menor. Las generosas donaciones filantrópicas de personas y organizaciones le permiten apoyar el mandato de la universidad en la docencia, investigación y servicio público para los lectores de todo el mundo.